# Gaïtcha Football Club de Nouméa
O Gaïtcha Football Club de Nouméa é um clube de futebol situado em Nouméa na Nova Caledônia. A equipe disputa a New Caledonia Division Honneur, equivalente à primeira divisão nacional.

## Títulos
- New Caledonia Division Honneur: 1974, 1990, 1999 e 2013.
- Coupe de Calédonie: 2011

## Elenco
Elenco para a Liga dos Campeões da OFC de 2014–15
Legenda
- : Capitão
- : Jogador suspenso
- : Jogador lesionado